# Skopolamin (album)
Skopolamin je studiové album českého písničkáře Vlasty Třešňáka. Jeho nahrávání probíhalo na podzim 2006 v pražském studiu 3bees. Jde o jeho druhé album natočené s rockovou kapelou. Album vyšlo v roce 2007 u vydavatelství Supraphon.

## Seznam skladeb
| Pořadí | Název              | Hudba                             | Text    | Délka |
| ------ | ------------------ | --------------------------------- | ------- | ----- |
| 1.     | Zlý sen            | Třešňák                           | Třešňák | 02:32 |
| 2.     | Gurunáš!           | Třešňák, Panáček                  | Třešňák | 04:22 |
| 3.     | Hej, vy bozi!      | Třešňák                           | Třešňák | 02:57 |
| 4.     | Homunkulus         | Třešňák, Rychta, Panáček, Kubíček | Třešňák | 04:51 |
| 5.     | Mona Lisa          | Třešňák                           | Třešňák | 04:37 |
| 6.     | Skopolamin (Padla) | Třešňák                           | Třešňák | 03:57 |
| 7.     | Rebel bez příčiny  | Třešňák, Rychta, Panáček, Kubíček | Třešňák | 02:46 |
| 8.     | Jsi tu?            | Rychta                            | Třešňák | 04:30 |
| 9.     | Reinkarnace        | Třešňák, Rychta, Panáček, Kubíček | Třešňák | 03:53 |
| 10.    | Tvrdý Y            | Třešňák, Kubíček, Panáček         | Třešňák | 04:24 |
| 11.    | Cirhóza            | Třešňák                           | Třešňák | 03:21 |
| 12.    | Znouzectnost       | Třešňák                           | Třešňák | 03:50 |

## Obsazení
- Vlastimil Třešňák – zpěv, kytara, harmonika
- Martin Rychta – bicí, zpěv
- Jaromír Panáček – kytary, zpěv
- Jiří Kubíček – baskytara
- Jan Štolba – tenorsaxofon